# Roma- en Sinti-monument

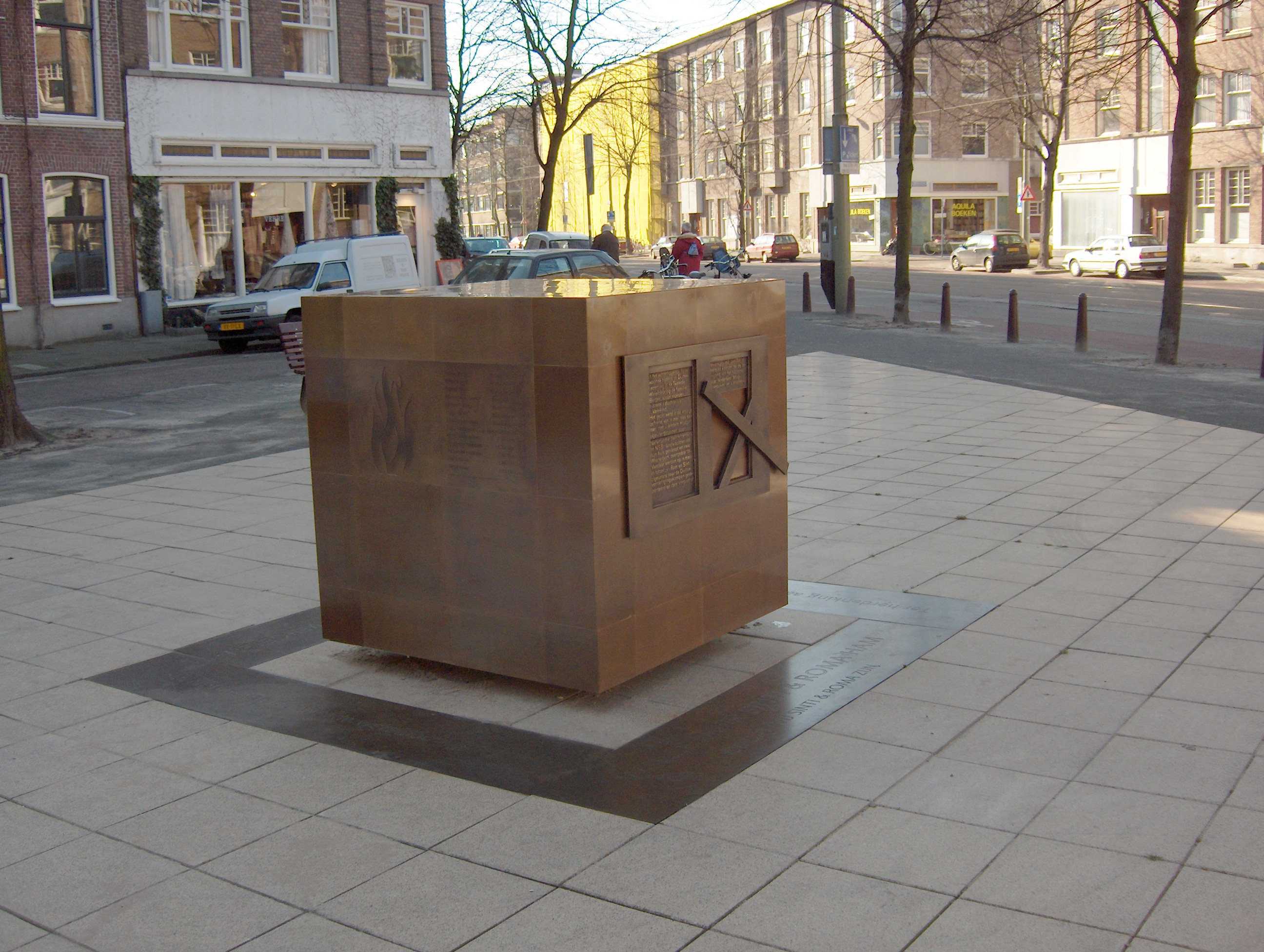
Het monument aan de Vondelstraat

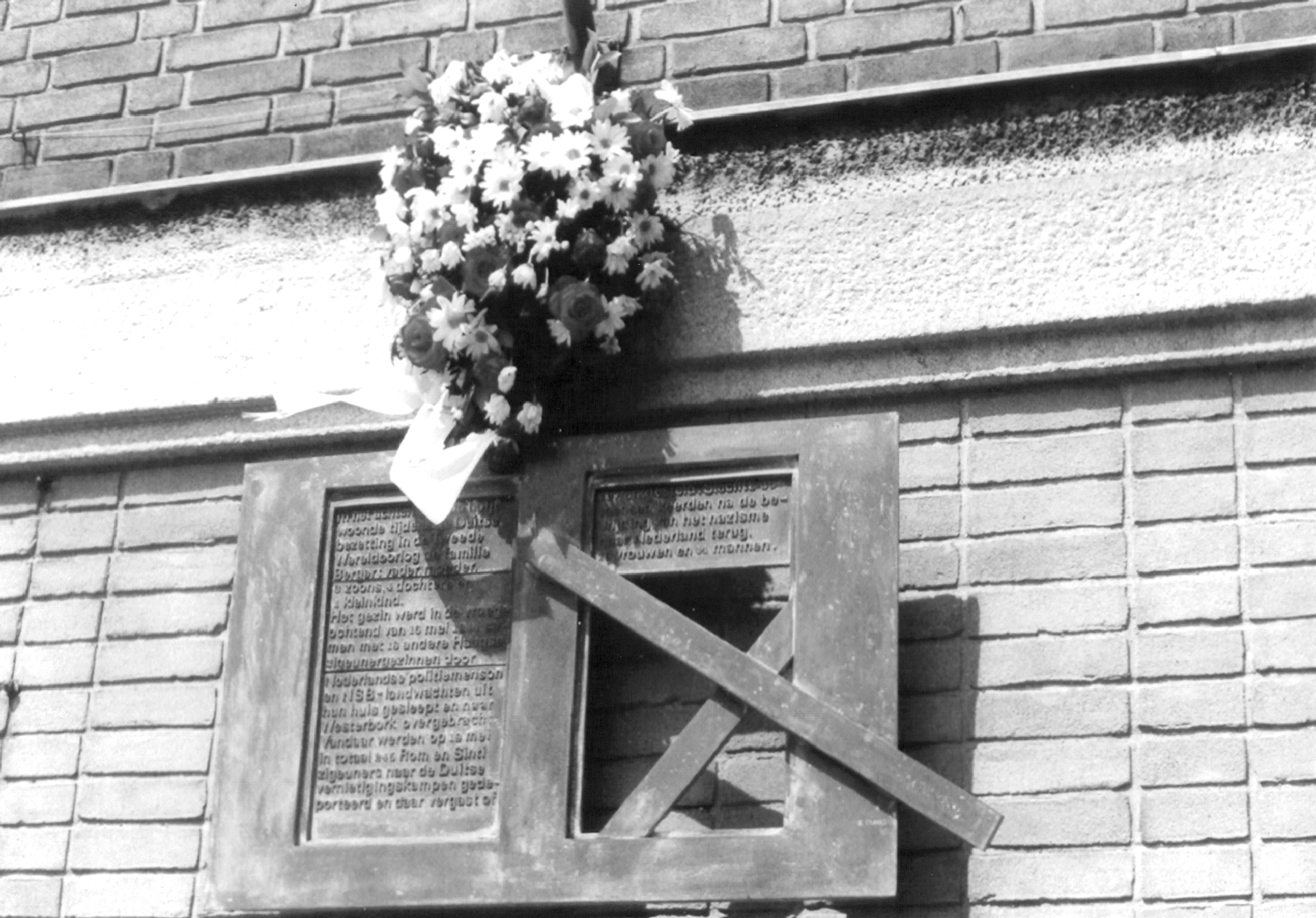
Plaquette aan de muur van de bibliotheek

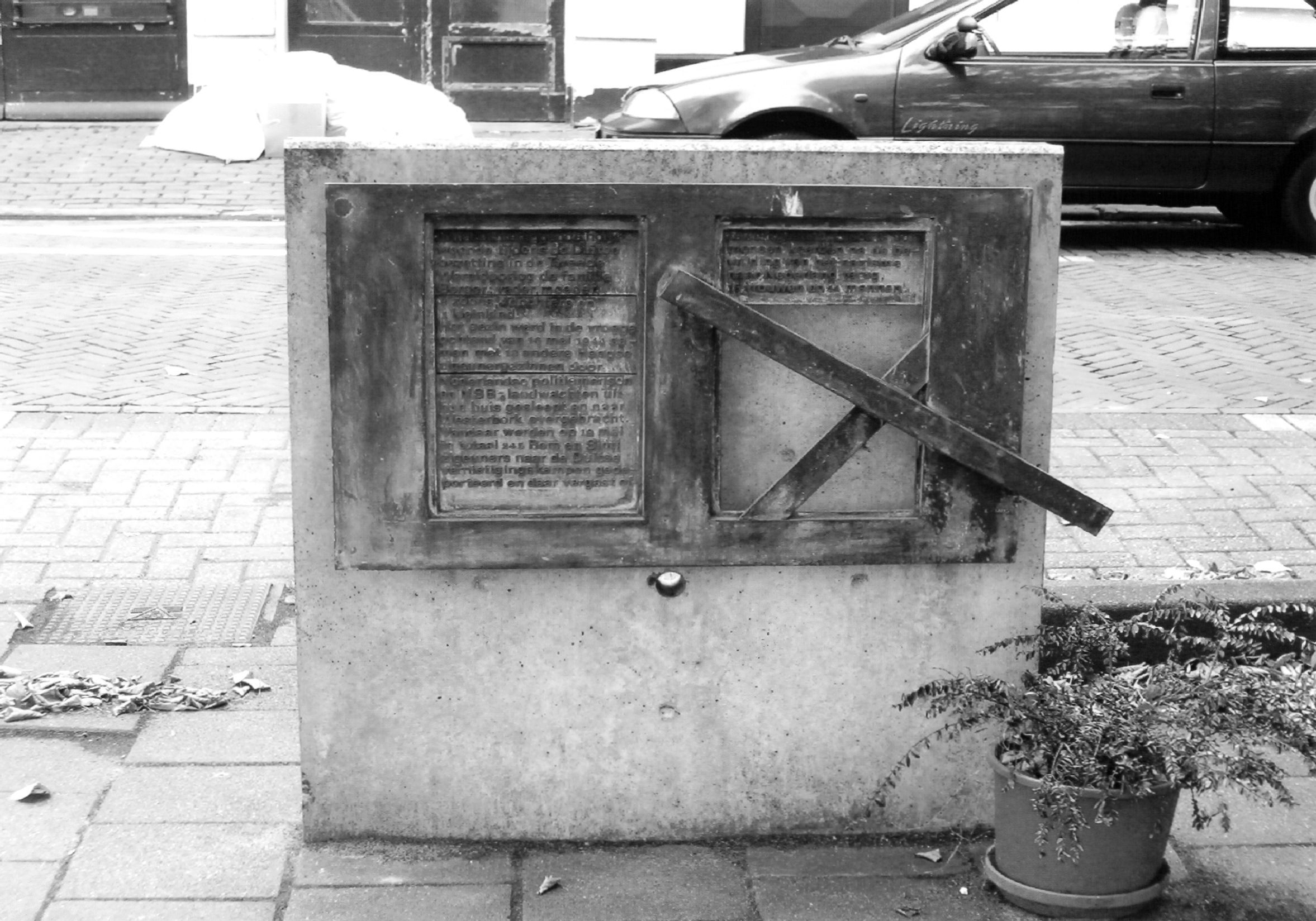
Plaquette op betonnen sokkel in afwachting van het nieuwe monument

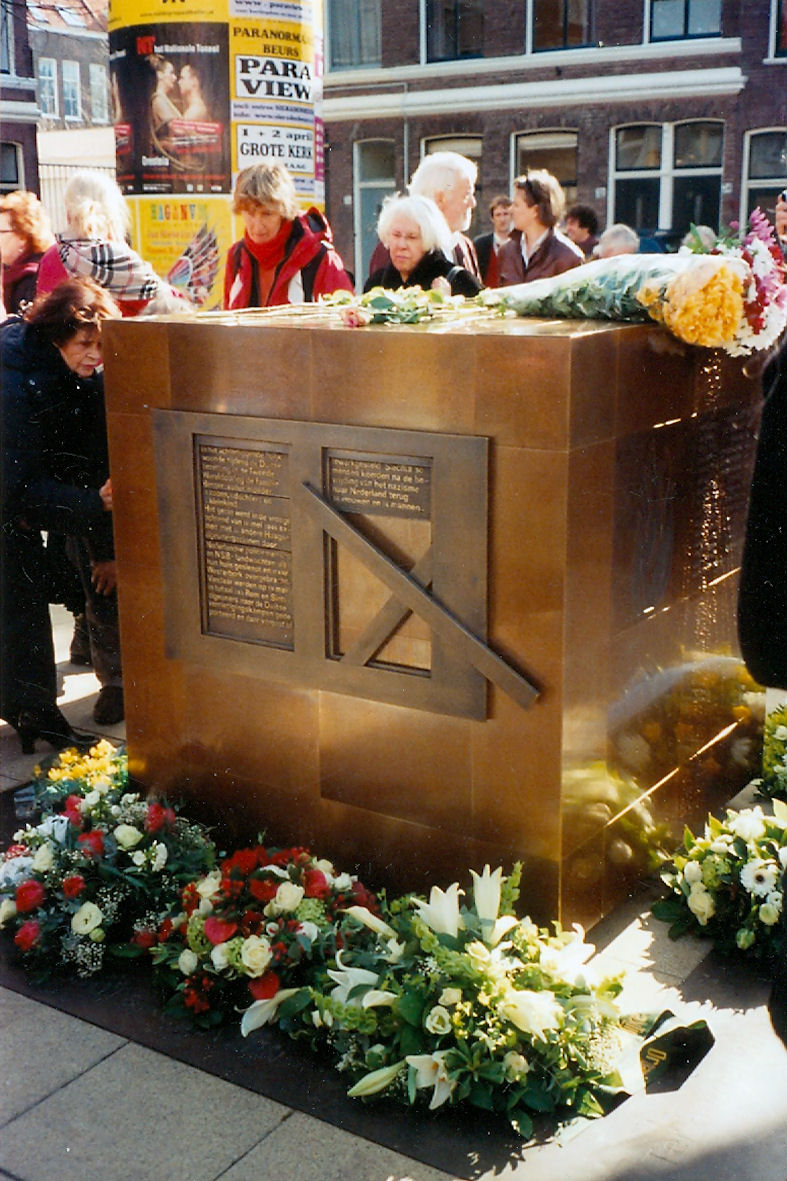
De onthulling van het monument op 27 maart 2006

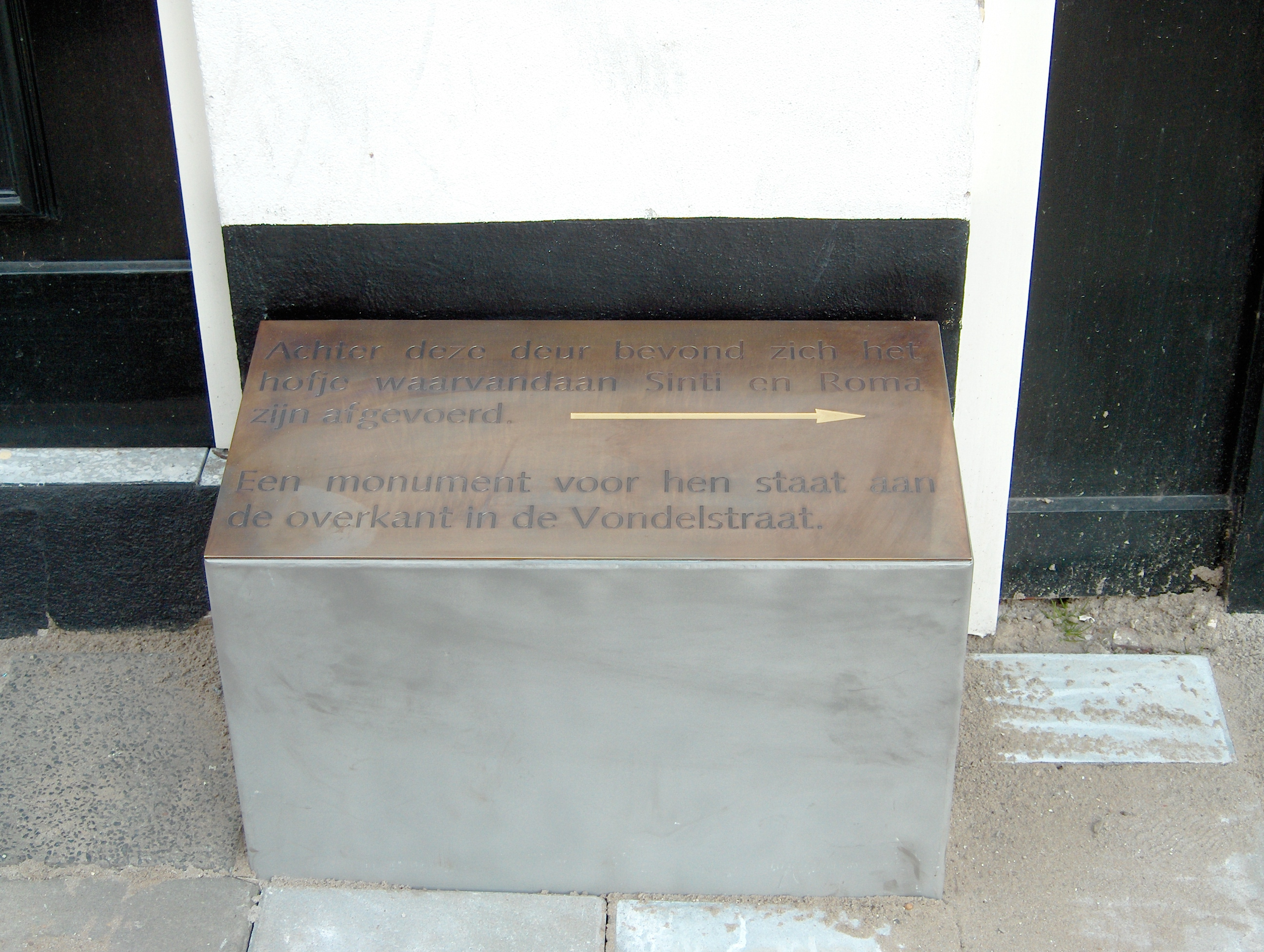
Tegel met verwijzing naar het voormalige hofje

Het Roma en Sinti-monument in de Haagse Vondelstraat tegenover de Bilderdijkstraat is een kubusvormig object met een bronzen herinneringsplaquette.

## Geschiedenis
In 1990 onthulde burgemeester Havermans bij de ingang van een hofje aan de Bilderdijkstraat een herinneringsplaquette, ter nagedachtenis aan 112 Sinti en Roma die tijdens de landelijke razzia van 16 mei 1944 uit Den Haag zijn weggevoerd. Het initiatief tot het plaatsen van deze plaquette kwam van een Roma-vereniging. De naam van de maker van de plaquette, een inmiddels overleden Amsterdamse kunstenaar, is in vergetelheid geraakt: de Roma-vereniging bestaat niet meer en ook Lotte Walkate, een joodse overlevende van Auschwitz die nauw bij de onthulling betrokken is geweest, is overleden.
In later jaren verkocht de gemeente Den Haag het hofje en de huisjes werden afgebroken. De plaquette verdween achter een poort en was alleen nog te zien op 4 mei. Na protesten werd de plaquette bevestigd aan de muur van de toenmalige openbare bibliotheek, ongeveer 25 meter van het hofje. Door het ontbreken van parkeerplaatsen was een fatsoenlijke herdenking daar echter niet mogelijk. Bovendien plasten honden over de bloemstukken en kransen.
Een bewoner van de Bilderdijkstraat benaderde samen met een van de Sinti nabestaanden de gemeente, om te zien of een betere oplossing mogelijk was. In samenhang met nieuwe plannen voor de bibliotheek verhuisde de plaquette intussen naar een pleintje aan de overkant en werd op een betonnen sokkel geplaatst.
De gesprekken met de gemeente verliepen aanvankelijk moeizaam, met name door tegenwerking van de afdeling welstand. Het comité Haags Sinti en Roma Monument zag zich een aantal keren genoodzaakt de gesprekken op te schorten en een tijdlang leek het er zelfs op dat er in het geheel geen monument zou komen. Pas nadat ook de wijkorganisatie en een aantal omwonenden van het plein aan de gesprekken gingen deelnemen, kwam het overleg weer op gang en ontwierp het Haags Architecten Bureau (onderdeel van de gemeente Den Haag) het huidige monument.
Om de plaquette niet verloren te laten gaan, werd deze bevestigd aan de voorzijde van de kubus. Aan de achterzijde werd een verklarende tekst opgenomen die zowel verwijst naar de plaquette en de plek waar deze oorspronkelijk was bevestigd, als naar nieuwe inzichten met betrekking tot het aantal weggevoerde Sinti en Roma.
Nog voordat het monument officieel kon worden onthuld, werden er ernstige constructiefouten zichtbaar. Het monument werd verwijderd, uit elkaar gehaald en met een geheel nieuwe constructie weer in elkaar gezet. Op 27 maart 2006 onthulden twee nabestaanden samen met Wim Deetman (burgemeester van Den Haag van 1996 tot 2008) het gerestaureerde monument aan de Vondelstraat, schuin tegenover de voormalige ingang van het hofje.
Aanvankelijk lag naast de ingang van het voormalige hofje een tegel die naar het hofje verwees. Deze tegel werd ernstig aangetast door hondenurine en is voor de onthulling van het monument schoongemaakt en op een verhoging geplaatst met een pijl naar de vroegere ingang.
In het atrium van het stadhuis van Den Haag werd aansluitend op de onthulling de tentoonstelling Sinti Oen Roma Durch O Tsiro En O Hollanto (Sinti en Roma door de eeuwen heen in Nederland) geopend.

## Beschrijving
Rondom het monument is de volgende tekst in de grond aangebracht:
- voorzijde: Weile meer Sinti & Roma ham - Omdat wij Sinti & Roma zijn
- rechter- en achterzijde: Ter herdenking aan alle Sinti & Roma die slachtoffer zijn geworden tijdens de tweede wereldoorlog
- linkerzijde: Opdat zij nooit zullen worden vergeten

Tekst op de plaquette: 
Bij het achterliggende hofje woonden tijdens de Duitse bezetting in de Tweede Wereldoorlog de familie Berger: vader, moeder, 3 zoons, 4 dochters en 1 kleinkind. Het gezin werd in de vroege ochtend van 16 mei 1944 samen met 18 andere Haagse zigeunergezinnen door Nederlandse politiemensen en NSB-landwachten uit hun huis gesleept en naar Westerbork overgebracht. Daar werden op 19 mei in het totaal 245 Roma en Sinti zigeuners naar de Duitse vernietigingskampen gedeporteerd en daar vergast of tewerkgesteld. Slechts 30 mensen keerden na de bevrijding van het nazisme naar Nederland terug, 16 vrouwen en 14 mannen.
Aan de achterkant van het monument staat:
Dit monument is ter nagedachtenis aan hen die op last van de Duitse bezetter door Nederlandse politiebeambten uit hun huizen werden gehaald en via Westerbork naar Auschwitz zijn afgevoerd. Nieuwe inzichten leren dat het aantal weggevoerde Sinti en Roma vele malen hoger moet zijn geweest dan lange tijd werd aangenomen. Van slechts een klein aantal zijn de namen bekend. De plaquette aan de voorkant van het monument (onthuld door de toenmalige burgemeester van Den Haag) heeft enige tijd gehangen bij de ingang van het voormalige hofje dat heeft gelegen aan de overkant aan de Bilderdijkstraat. Een tegel in de stoep herinnert thans aan dit verdwenen hofje.
Aan de zijkanten van het monument staan de namen van de weggevoerde slachtoffers.